# Calephelis californica
Calephelis californica är en fjärilsart som beskrevs av Mcalpine 1971. Calephelis californica ingår i släktet Calephelis och familjen Riodinidae. Inga underarter finns listade i Catalogue of Life.